# Carlos Robles Rocha
Carlos Robles (Valledupar, Cesar, Colombia; 16 de mayo de 1992) es un futbolista colombiano que juega de Centrocampista y actualmente se encuentra en el Deportivo Tachira de la Primera División de Venezuela.

## Trayectoria

### Valledupar Fútbol Club
Llegó alas categorías inferiores del club de su ciudad natal el Valledupar FC en el 2006, debutó con el plantel profesional en el 2008. Demostrando buenos dotes cómo centrocampista y tras haber anotado varios goles, Permanece en esta institución hasta el 2009 para después salir cedido.

### Deportes Quindío
Llega al club de armenia en 2009 cedido por 2 años y con opción de compra, con vistas de poder ascender en cuál demostró buen desempeño como centrocampista anotando varios goles, logrando entrar en la convocatoria para la copa mundial sub-17 del 2009 en Nigeria, al término de la cesión se hace efectiva la opción de compra.

### Once Caldas
Después de ser adquirido en propiedad por el club Deportes Quindío se marcha cedido por un año al Once Caldas, en el 2013, con el club no tuvo suficientes oportunidades de juego para así al término de la cesión regresar al club dueño de su pase.

### FK Partizani Tirana
El 30 de septiembre del 2015 sería presentando como nuevo refuerzo de FK Partizani Tirana para la Kategoria Superiore 2015/16 llegando como agente libre después de rescindir contrato con el club Deportes Quindío siendo esta su primera experiencia internacional.
Su debut sería el 17 de octubre en la victoria como visitantes 2-1 sobre KS Bylis Ballsh.

### Atlético Huila
En su estadía en el futbol europeo no tuvo suficientes oportunidades de juego , siempre entrando desde la banca , para el año 2016 rescinde contrato con el club , se regresa para Colombia  y en busca de oportunidades es contratado por el Atlético Huila.

### Deportes Tolima
El 1 de enero del 2018 es nuevo refuerzo para el Club Deportes Tolima llegando como agente libre y firmando contrato hasta el 31 de diciembre del 2020 , con vistas para los torneos del año , posteriormente el 9 de junio  sale  Campeón del Torneo Apertura 2018 derrotando en el partido de vuelta al Club Atlético Nacional logrando así la segunda  estrella pará el conjunto Pijao.

### Deportivo Cali
Al término de su contrato con el Club Deportes Tolima no hace renovación de contrato quedando como agente libre , a inicios del 2021 es fichado por el Deportivo Cali llegando como agente libre y con vistas para los torneos del año y posteriormente  sale campeón del Torneo Clausura 2021 y precisamente derrotando en la final en Ibagué a su ex equipo Club Deportes Tolima que era el vigente campeón del 2021. Logrando así la décima estrella pará el conjunto azucarero

### 2022
En enero  del 2022 ,  un mes después de haber logrado el título de diciembre , se da a conocer su extensión de contrato hasta el 31 de diciembre del presente año , su primer gol del año fue en febrero en la disputa de la superliga de Colombia del 2022 enfrentando a su ex equipo Club Deportes Tolima  en el partido de ida en Palmira  con asistencia de Teófilo Gutiérrez para poner poner el empate, título que perdió el conjunto azucarero en el partido de vuelta con un marcador de 1-0.
Marca su segundo gol del año frente al independiente Medellín por el torneo finalización 2022, por la fecha 3. Sentenciando el empate a favor de su equipo por 2-2. Vuelve a marcar frente a Alianza Petrolera por la octava fecha del torneo clausura 2022 , encuentro que finalizó 4-4.
El 23 de noviembre del 2022 el  Deportivo Cali oficializa su desvinculación de la institución quedando como agente libre.

### Club The Strongest
El 9 de enero del 2023 se confirma que Carlos es nuevo jugador del Club The Strongest de la Primera División de Bolivia tras terminar vínculo con el Deportivo Cali

### Atlético Huila
El 28 de junio del 2023 se confirma como nuevo jugador del Atlético Huila de la Categoría Primera A de Colombia para lo que será el torneo clausura del mismo año dando a conocer así su segunda etapa en el club llegando como Agente Libre

## Selección nacional

### Participaciones en Copas del Mundo
| Mundial                     | Sede    | Resultado    | Partidos | Goles |
| --------------------------- | ------- | ------------ | -------- | ----- |
| Copa Mundial Sub-17 de 2009 | Nigeria | Cuarto lugar | 5        | 0     |

## Palmarés

### Campeonatos nacionales
| Título              | Club            | País     | Año  |
| ------------------- | --------------- | -------- | ---- |
| Torneo Apertura     | Deportes Tolima | Colombia | 2018 |
| Torneo Finalización | Deportivo Cali  | Colombia | 2021 |